# میشائیل هربیگ
میشائیل هربیگ (آلمانی: Michael Herbig؛ زادهٔ ۲۹ آوریل ۱۹۶۸) یک هنرپیشه، کارگردان، فیلم‌نامه‌نویس، و تهیه‌کننده اهل آلمان است.
از فیلم‌ها یا برنامه‌های تلویزیونی که وی در آن نقش داشته است می‌توان به آستریکس در بازی‌های المپیک اشاره کرد.